# ابوالحسن نائینی
سید ابوالحسن نائینی، متولد ۱۳۳۳ در قزوین ، دانش‌آموخته مهندسی عمران از مؤسسه فناوری نیوجرزی و همچنین علم و صنعت ایران، در سالهای ۱۳۸۳ تا ۱۳۸۵ ریاست دانشگاه بین‌المللی امام خمینی را بر عهده داشت.
وی همچنین از سال ۸۷ تا سال ۹۲ مدیریت گروه مهندسی عمران این دانشگاه را بر عهده داشت. تا اینکه در دی ماه ۹۲ از سوی رضا فرجی دانا، مجدداً به سمت ریاست دانشگاه منصوب شد و تا دی ماه ۱۴۰۰ در این سمت باقی ماند.
در چهل ویکمین نشست هیئت ممیزه دانشگاه که روز پنجشنبه ۱ تیرماه در دفتر مرکزی دانشگاه برگزار گردید با ارتقاء آقای دکتر سید ابوالحسن نائینی از گروه عمران به مرتبه استادی موافقت به عمل آمد.